# منطقه تاریخی پروسپکت هیل (ویلیمانتیک، کنتیکت)
منطقه تاریخی پروسپکت هیل (به انگلیسی: Prospect Hill Historic District) یک منطقهٔ مسکونی در ایالات متحده آمریکا است که شامل یک منطقه مسکونی بزرگ در بخش ویلیمانتیک ویندهام ، کنتیکت است. این مکان در شمال خیابان اصلی منطقه تجاری واقع شده‌است، که بدو تأسیسی آن در ۱۸۶۵ تا سال ۱۹۳۰ توسعه یافته‌است، و یکی از بزرگترین مناطق تاریخی دولت ایالتی به‌شمار می‌رود که بیش از ۸۰۰ ساختمان را در برمی‌گیرد. این منطقه تقریباً دردره، جکسون، بولیوی، واشبرن، ویندهام، و خیابان‌های قرار دارد و شامل یکی از بزرگترین مراکز معماری مسکونی ویکتوریا است. این منطقه در سال۲۰۰۳به ثبت رسیده‌است.